# Ligue unie d'Arakan
La Ligue unie d'Arakan (ULA, en birman : ရက္ခိုင့်အမျိုးသားအဖွဲ့ချုပ်) est une organisation politique arakanaise basée à Laiza. Son bras armé est l'Armée d'Arakan,. Le commandant de la branche armée est Twan Mrat Naing et l'ULA est dirigée par Nyo Twan Awng. La Ligue unie d'Arakan est membre du Comité consultatif de négociation politique fédéral (en) (FPNCC), formé avec six autres groupes ethniques armés pour négocier avec le gouvernement birman,.

## Histoire
La première conférence de la Ligue unie d'Arakan, à laquelle ont participé des délégués de divers pays, s'est tenue du 10 au 16 janvier 2016, sept jours consécutifs dans une zone libérée. L'ULA a été formée par les 21 membres du comité central qui se sont répartis les rôles politiques. Twan Mrat Naing en est président et Nyo Twan Awng est responsable du secrétariat. Aucun autre nom n'a été communiqué.

## Controverse
La police singapourienne a arrêté des individus impliqués dans les mouvements de l'ULA et les ont expulsés vers la Birmanie le 10 juillet 2019. La police birmane a détenu et arrêté les arakanais rapatriés de Singapour à l'aéroport de Rangoon. Il y avait environ 86 membres de l'organisation basés à Singapour depuis 2013. La police allègue que les membres envoyaient des cotisations mensuelles à la ULA et à l'armée d'Arakan,.
Cependant, la ligue unie d'Arakan n'aurait été formée qu'en 2016, selon une enquête de Mrauk-U. L’enquête condensée dans un livre a été écrit par Maung Maung Soe qui a reçu le prix national de littérature de Birmanie (en) en 2017.